# Jurij Szaporin

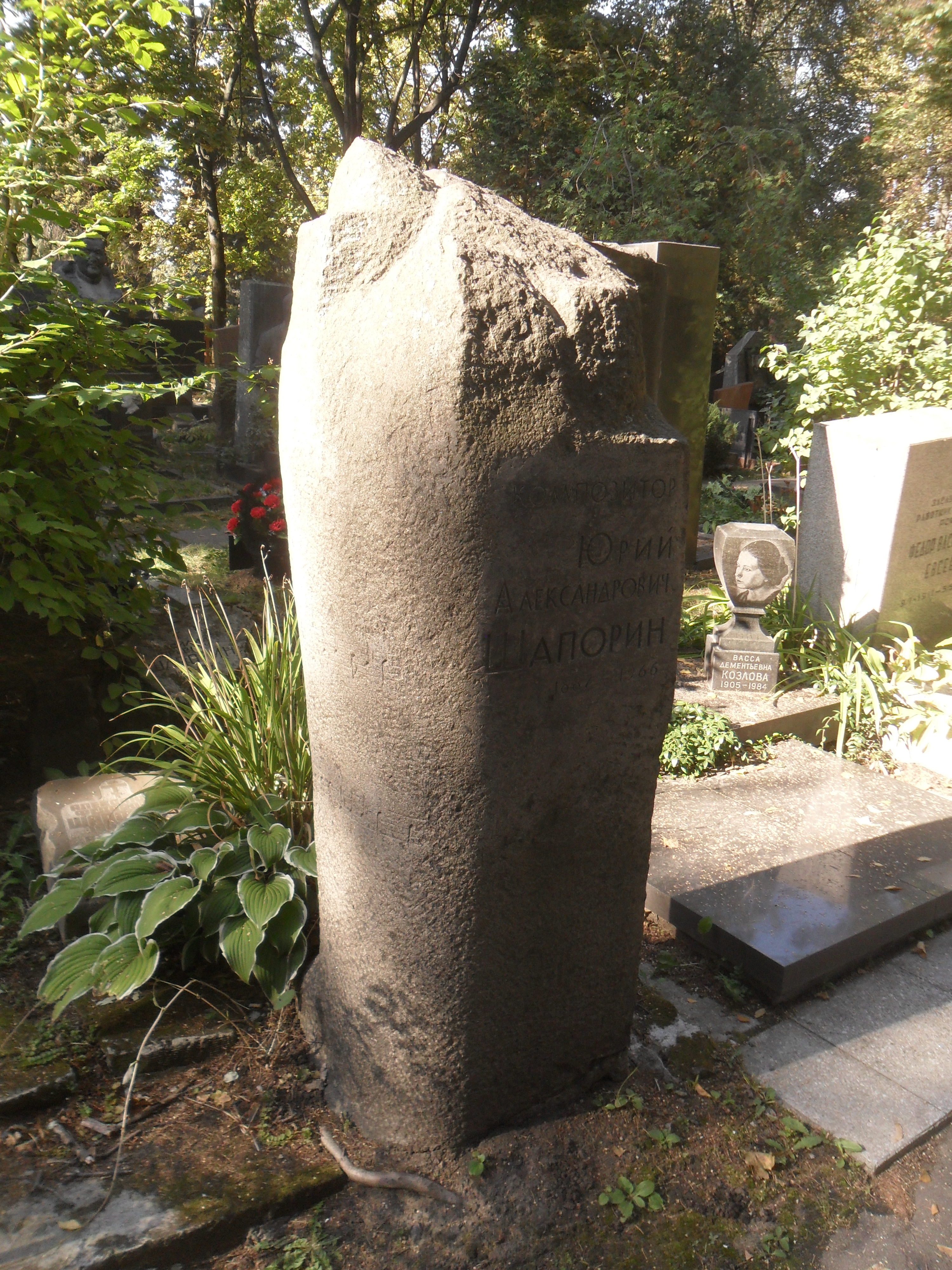
Grób Jurija Szaporina na Cmentarzu Nowodziewiczym w Moskwie.

Jurij Aleksandrowicz Szaporin (ros. , ur. 6 listopada?/18 listopada 1887 w Głuchowie, zm. 9 lipca 1966 w Moskwie) – rosyjski kompozytor i pedagog.

## Życiorys
Ukończył Konserwatorium Petersburskie. Sekretarz Związku Kompozytorów Radzieckich. Był profesorem Konserwatorium Moskiewskiego. Zasłużony Działacz Sztuk RFSRR (1944), Ludowy Artysta ZSRR (1954).
Pochowany na Cmentarzu Nowodziewiczym w Moskwie.

## Wybrane kompozycje
(na podstawie materiału źródłowego)
- Symfonia-kantata Na Kulikowym Polu (1939),
- Oratoria Opowieść o bitwie za ziemię rosyjską (1944),
- Opera Dekabryści (wyst. Moskwa 1953)

### Wybrana muzyka filmowa
- 1933: Dezerter
- 1934: Trzy pieśni o Leninie
- 1936: Więźniowie
- 1938: Zwycięstwo
- 1939: Minin i Pożarski
- 1941: Suworow
- 1943: Kutuzow